# Anna Maiwald
Anna Stephanie Maiwald (Heidelberg, 21 luglio 1990) è una multiplista tedesca.

## Palmarès
| Anno | Manifestazione | Sede      | Evento    | Risultato | Prestazione | Note |
| ---- | -------------- | --------- | --------- | --------- | ----------- | ---- |
| 2015 | Universiadi    | Gwangju   | Eptathlon | Oro       | 5965 p.     |      |
| 2016 | Europei        | Amsterdam | Eptathlon | 10ª       | 6020 p.     |      |